# Beschaffungskriminalität
Der Begriff Beschaffungskriminalität bezeichnet meist strafbare Handlungen zum Erwerb oder zur Finanzierung von Betäubungsmitteln und ist damit Teil der Drogenkriminalität.
Es wird zwischen direkter bzw. unmittelbarer und indirekter bzw. mittelbarer Beschaffungskriminalität unterschieden. Zur direkten Form, auch als „Verschaffungskriminalität“ bezeichnet, zählen Delikte, die unmittelbar Drogen zum Gegenstand haben. Dazu gehören insbesondere Apothekeneinbrüche, Rezeptdiebstähle und der illegale Drogenhandel.  Indirekte Beschaffungskriminalität besteht in Straftaten, die der Finanzierung von Betäubungsmitteln dienen. Dabei handelt es sich um Eigentumsdelikte wie Einbruch, Diebstahl oder Raub sowie Hehlerei. Dazu  gehört auch die (illegale) Beschaffungsprostitution.